# Adolfo Schwelm-Cruz
Adolfo Julio Carlos Schwelm-Cruz (* 28. Juni 1923 in Buenos Aires; † 10. Februar 2012 ebenda) war ein argentinischer Automobilrennfahrer.

## Karriere
Im Jahr 1949 fuhr Schwelm-Cruz erste professionelle Rennen in Italien mit einem Alfa Romeo 6C 2300. Zwei Jahre später gelang ihm der Meisterschaftssieg in der nationalen Sportwagenrennserie Argentiniens, was ihm zu nationaler Bekanntheit verhalf.
In der Saison 1953 partizipierte Schwelm-Cruz bei seinem Heimrennen, dem Großen Preis von Argentinien, in einem Cooper T20. Er konnte sich zwar auf dem 13. Platz für das Rennen qualifizieren, schied jedoch nach nur 20 Runden aufgrund eines durch Aufhängungsbruchs ausgelösten Radverlustes als erster Fahrer aus dem Rennen aus.

## Statistik

### Statistik in der Automobil-Weltmeisterschaft

#### Gesamtübersicht
| Saison | Team               | Chassis    | Motor          | Rennen | Siege | Zweiter | Dritter | Poles | schn. Rennrunden | Punkte | WM-Pos. |
| ------ | ------------------ | ---------- | -------------- | ------ | ----- | ------- | ------- | ----- | ---------------- | ------ | ------- |
| 1953   | Cooper Car Company | Cooper T20 | Bristol 2.0 L6 | 1      | −     | −       | −       | −     | −                | −      | NC      |
| Gesamt | Gesamt             | Gesamt     | Gesamt         | 1      | −     | −       | −       | −     | −                | −      |         |

#### Einzelergebnisse
| Saison | 1 | 2 | 3 | 4 | 5 | 6 | 7 | 8 | 9 |
| ------ | - | - | - | - | - | - | - | - | - |
| 1953   |   |   |   |   |   |   |   |   |   |
| DNF    |   |   |   |   |   |   |   |   |   |

| Legende  | Legende            | Legende                                                          |
| Farbe    | Abkürzung          | Bedeutung                                                        |
| -------- | ------------------ | ---------------------------------------------------------------- |
| Gold     | –                  | Sieg                                                             |
| Silber   | –                  | 2. Platz                                                         |
| Bronze   | –                  | 3. Platz                                                         |
| Grün     | –                  | Platzierung in den Punkten                                       |
| Blau     | –                  | Klassifiziert außerhalb der Punkteränge                          |
| Violett  | DNF                | Rennen nicht beendet (did not finish)                            |
| Violett  | NC                 | nicht klassifiziert (not classified)                             |
| Rot      | DNQ                | nicht qualifiziert (did not qualify)                             |
| Rot      | DNPQ               | in Vorqualifikation gescheitert (did not pre-qualify)            |
| Schwarz  | DSQ                | disqualifiziert (disqualified)                                   |
| Weiß     | DNS                | nicht am Start (did not start)                                   |
| Weiß     | WD                 | zurückgezogen (withdrawn)                                        |
| Hellblau | PO                 | nur am Training teilgenommen (practiced only)                    |
| Hellblau | TD                 | Freitags-Testfahrer (test driver)                                |
| ohne     | DNP                | nicht am Training teilgenommen (did not practice)                |
| ohne     | INJ                | verletzt oder krank (injured)                                    |
| ohne     | EX                 | ausgeschlossen (excluded)                                        |
| ohne     | DNA                | nicht erschienen (did not arrive)                                |
| ohne     | C                  | Rennen abgesagt (cancelled)                                      |
| ohne     | keine WM-Teilnahme |                                                                  |
| sonstige | P/fett             | Pole-Position                                                    |
| sonstige | 1/2/3/4/5/6/7/8    | Punktplatzierung im Sprint-/Qualifikationsrennen                 |
| sonstige | SR/kursiv          | Schnellste Rennrunde                                             |
| sonstige | *                  | nicht im Ziel, aufgrund der zurückgelegten Distanz aber gewertet |
| sonstige | ()                 | Streichresultate                                                 |
| sonstige | unterstrichen      | Führender in der Gesamtwertung                                   |

### Einzelergebnisse in der Sportwagen-Weltmeisterschaft
| Saison | Team          | Rennwagen     | 1   | 2   | 3   | 4   | 5   | 6   |
| ------ | ------------- | ------------- | --- | --- | --- | --- | --- | --- |
| 1954   | Ecurie Ecosse | Jaguar C-Type | BUA | SEB | MIM | LEM | RTT | CAP |
| 1954   | Ecurie Ecosse | Jaguar C-Type | DNF |     |     |     |     |     |
| 1955   | Gordini       | Gordini T15S  | BUA | SEB | MIM | LEM | RTT | TAR |
| 1955   | Gordini       | Gordini T15S  | DNF |     |     |     |     |     |